# ماكس بيركهولدر
ماكس وولف هنري بيركهولدر(بالإنجليزية: Max Burkholder)‏
مواليد 1 نوفمبر 1997 في لوس أنجلوس، كاليفورنيا، الولايات المتحدة، هو ممثل أمريكي
شارك في أول عمل فني له عام 2003 وهو ما يزال ابن 6 سنوات، اشتهر باشتراكه الصوتي في العديد من الأفلام الناجحة والتي كان أبرزها «الدب بوه» عام 2011 أو كما نعرفه هو المسلسل الكرتوني الدبدوب ويني لكن كفيلم
وأيضا عام 2009 «الولد أسترو»
ومن أشهر افلامه «التطهير» عام 2013 ويعتبر التطهير سبب شهرته وأشهر افلامه
المصدر:http://www.imdb.com/name/nm1370269/

## روابط خارجية
- ماكس بيركهولدر على موقع IMDb (الإنجليزية)
- ماكس بيركهولدر على موقع ميوزك برينز (الإنجليزية)
- ماكس بيركهولدر على موقع قاعدة بيانات الفيلم (الإنجليزية)